# Цетнеры
Цетнеры (пол. Cetnerowie) — польский дворянский и графский род. Происходит из Силезии. Родовой герб — «Пржерова».

## Представители

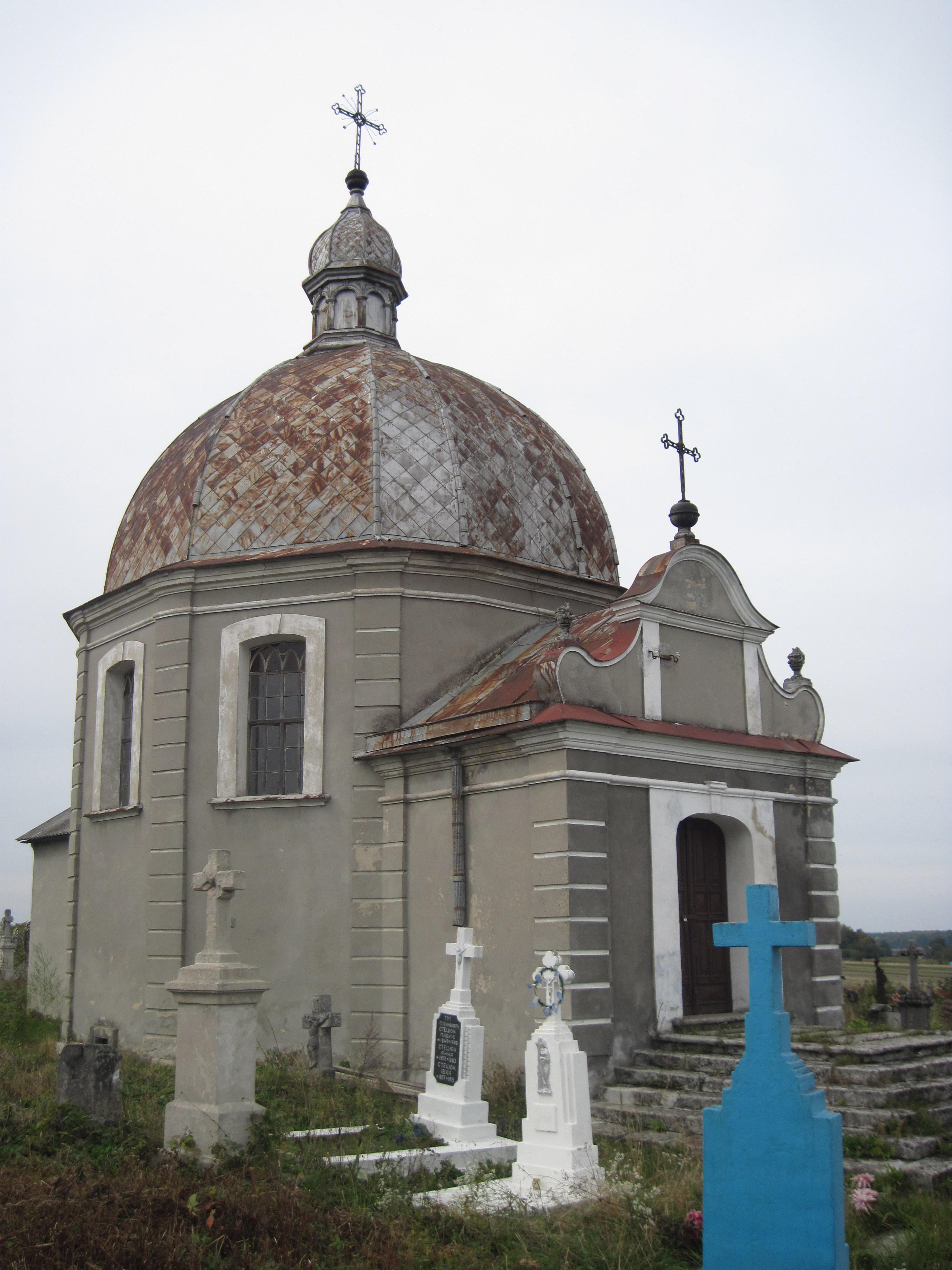
Усыпальница рода Цетнеров, Подкамень, осень 2014

- Вальцер (Бальтазар) Цетнер — первый представитель рода на службе Речи Посполитой[1]
- Александр Цетнер (ум. 1675), каштелян галицкий[1]
- Анджей Цетнер (ум. 1624), подчаший львовский[1]
- Ян Цетнер (ум. 1680), староста львовский и полковник[1]
- Александр Цетнер (ум. 1709), староста теребовльский и щуровецкий
- Ян Цетнер — староста лопатинский[2]
- Теофилия Тереза Цетнер — жена старосты белзского Юзефа Потоцкого и мать Франциска Салезия Потоцкого
- Доминик Цетнер (ум. 1804), староста стоцкий, владелец Гусятина, Свиржа и Княгиничей[1]
- Франтишек Цетнер (ум. 1732), воевода смоленский[1]
- Франциска Цетнер, жена воеводы подольского Михаила Ржевуского[3]
- Ян Цетнер (ум. 1734), староста жидачевский и каменский, кухмистр великий коронный
- Юзеф Цетнер (ум. 1724), каштелян волынский с 1714 года
- Антоний Цетнер — староста коритницкий
- Игнацы Цетнер (1728—1800) — воевода белзский
- Игнацы Цетнер — староста мстиславский, зять воеводы смоленского Францишека Ксаверия Сапеги

## Собственность
Представители рода владели городами Свирж, Подкамень, селами Дусанов, Стоки и др.